# Коректурний відбиток
Коректу́рний відби́ток — це копія зі складання для читання коректури.
Базовим поняттям традиційної коректури, відпрацьованої протягом століть численними поколіннями видавців, є коректурний відбиток. Його походження стадіями редакційно-видавничого процесу, маніпуляції з ним (читання, виправлення, підписання до друку) — це альфа та омега традиційної коректури. 

## Поняття про коректурний відбиток
Авторський оригінал (матеріал підготовлений автором чи колективом авторів, який надходить у видавництво з метою опублікування), що здобув у видавництві схвальну оцінку, відправляють на видавничо-редакційне опрацювання. Він проходить низку стадій удосконалення — у змістовому плані, правописному, стилістичному. Йому задають необхідні технічні параметри: формат верстання, певний шрифтовий стиль, добирають ілюстрування, оздоблення. Протягом складного видавничо-редакційного процесу відбувається виготовлення низки проміжних ерзаців майбутнього друкованого видання - коректурних відбитків. Коректурні відбитки — це копії зі складання для читання коректури. 
Як бачимо, поняття коректурного відбитка узалежнене від іншого — складання. Під складанням маємо на увазі компонування з елементів (букв, слів, знаків тощо) електронного файлу оригіналу або безпосередньо друкарської форми для друку. У минулому коректурні відбитки з металевого складання надходили на опрацювання до видавництва з друкарні. Виготовляли їх на коректурних верстатах. Причому ці верстати спочатку були механічними - на них працювали вручну. 
Далі їх конструкція ускладнилась — коректурні верстати стали спрощеними друкарськими машинами малого формату. Виготовлення відбитків на них відбувалося таким чином: складальну форму встановлювали на горизонтальному столі верстата, на неї валиками накочували фарбу, і друкарський циліндр притискував папір до друкарських елементів форми — виходив, у прямому значенні цього слова, відбиток. Верстат працював від електродвигуна.
Сучасні коректурні відбитки здебільшого виготовляють безпосередньо у видавництві чи редакції за допомогою настільних видавничих систем у вигляді роздруківок комп'ютерного складання на лазерному принтері. І хоч сучасні коректурні відбитки постають за принципово іншою технологією, традиційна назва «відбиток» може вживатися.